# Pic du Taillon
Pour les articles homonymes, voir Taillon.
Le pic du Taillon, ou le Taillon, est un sommet situé sur la frontière franco-espagnole dans le massif du Mont-Perdu.
Le pic du Taillon est considéré comme un des 3 000 m du cirque de Gavarnie les plus faciles à gravir. Seule la dernière partie, depuis le doigt de la Fausse Brèche, est un peu raide mais jamais difficile techniquement quand il n'y a pas de neige. Le panorama depuis le sommet est grandiose, offrant une vue sur le massif du Mont-Perdu, le massif du Vignemale, le massif du Néouvielle, le Balaïtous et le pic du Midi de Bigorre par beau temps.

## Géographie

### Topographie

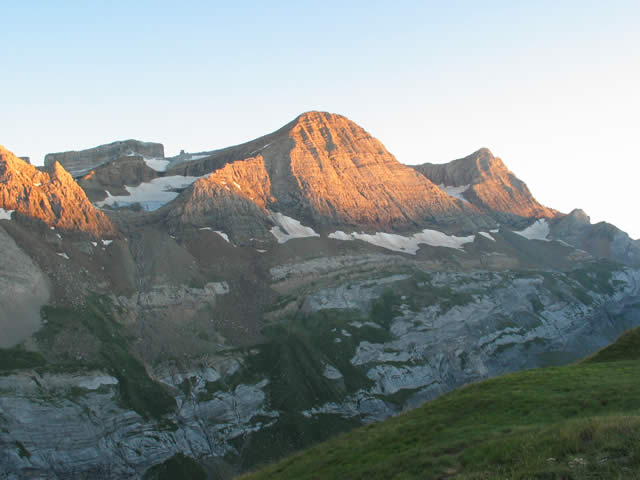
Vue de la face Nord du Taillon.

Il fait partie de la ceinture du cirque de Gavarnie, et se situe entre le doigt de la Fausse Brèche et les Gabiétous (oriental et ocidental). Il marque la limite entre le parc national des Pyrénées (France) et le parc national d'Ordesa et du Mont-Perdu (Espagne).
- Côté français : situé dans la vallée des Pouey Aspé près de Gavarnie dans le canton de la Vallée des Gaves, département des Hautes-Pyrénées, région Occitanie.
- Côté espagnol : situé dans la comarque de Sobrarbe, province de Huesca, communauté autonome d'Aragon.

Il surplombe le glacier des Gabiétous à l'ouest et le glacier du Taillon à l'est.

### Hydrographie
Le sommet délimite la ligne de partage des eaux entre le bassin de l'Adour, qui se déverse dans l'Atlantique côté nord, et le bassin de l'Èbre, qui coule vers la Méditerranée côté sud.

## Histoire
La première ascension connue est celle du cartographe militaire espagnol Vicente de Heredia, en 1792. En 1895, Henri Brulle et le guide Célestin Passet réalisèrent la première ascension de la face nord.

## Voies d'accès

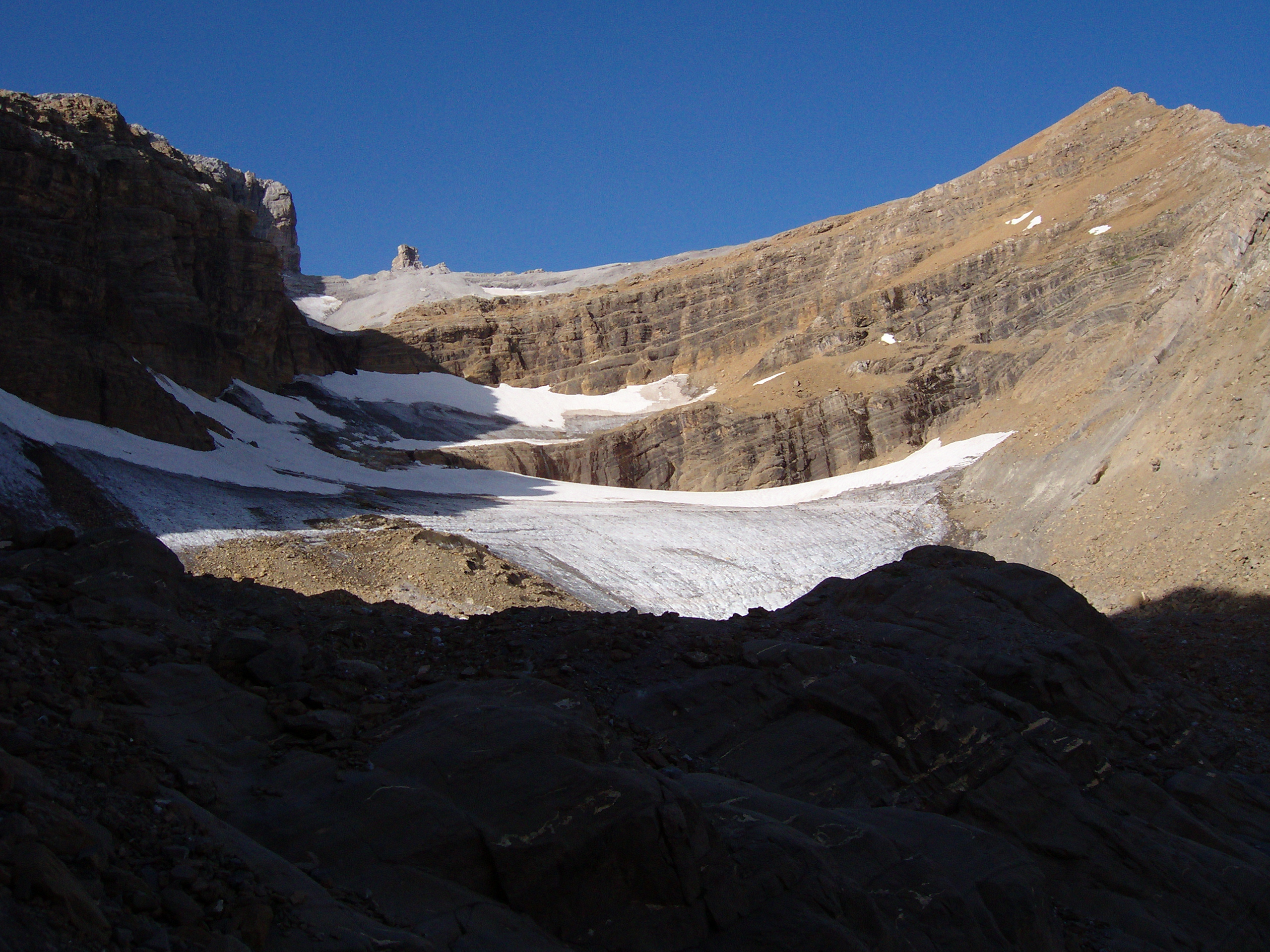
Montée au Taillon (à droite de l'image) depuis le port de Boucharo. À gauche, la pointe Bazillac et au milieu le doigt de la Fausse Brèche.

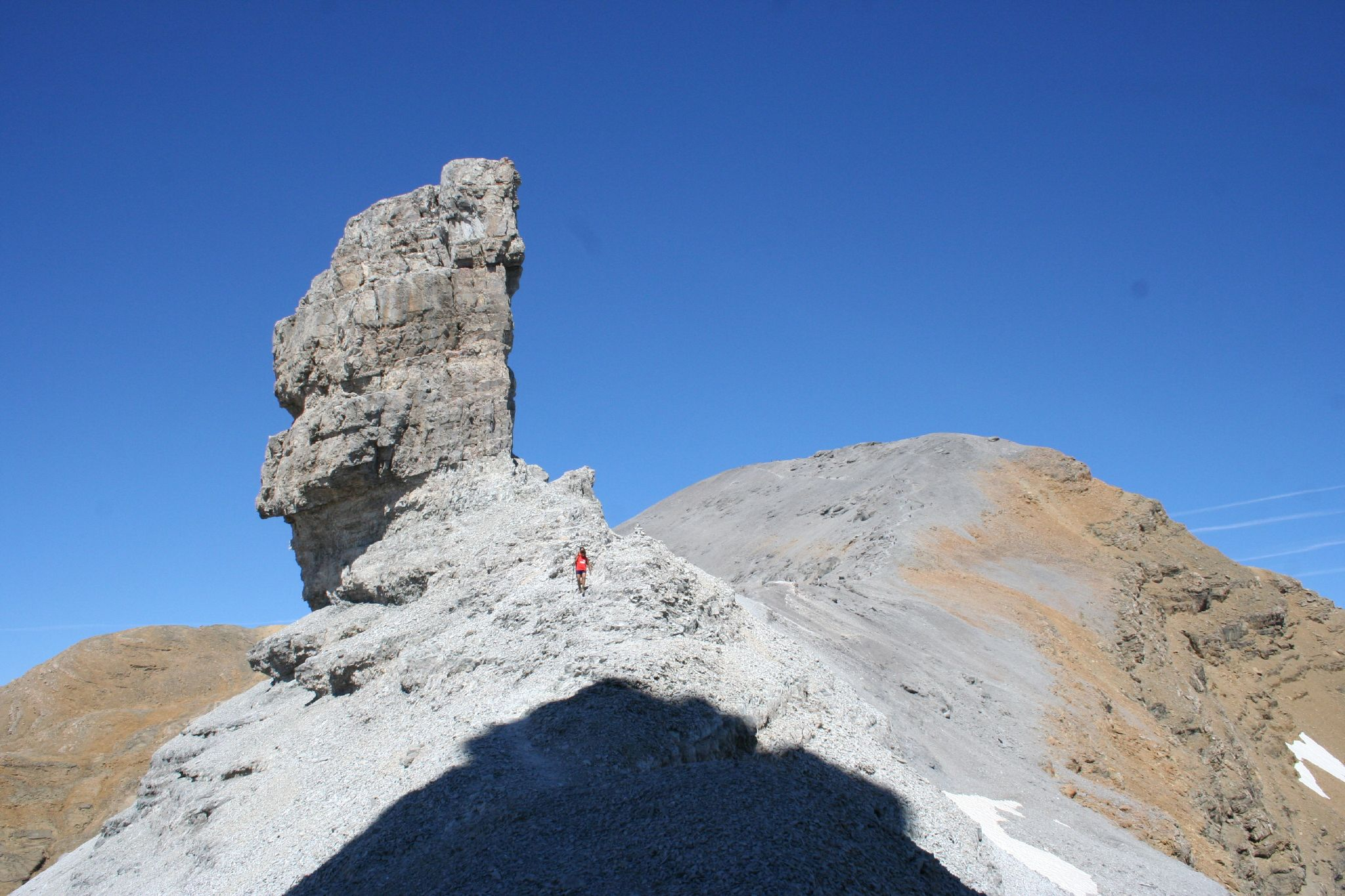
Vue depuis la Fausse Brèche sur le doigt de la Fausse Brèche avec le sommet du Taillon (3144 m) en fond et la pointe Bazillac en ombre portée.

Pour monter au Taillon, une solution est de garer sa voiture au col de Tentes (depuis Gavarnie, suivre la route qui monte à la station de ski et continuer jusqu'au terminus). De là, se rendre à pied au port de Boucharo puis prendre à gauche pour suivre le sentier qui part à flanc jusqu'à une cascade. On atteint ensuite le refuge des Sarradets (aussi appelé refuge de la Brèche de Roland). On suit le sentier qui monte à la brèche de Roland pour passer sur le versant espagnol. On a sur cette portion une vue sur le haut du cirque de Gavarnie et sa cascade. Même en été, ce segment peut être recouvert de neige. Prendre sur la droite le sentier qui va jusqu'au doigt de la Fausse Brèche puis qui monte directement au sommet du Taillon.